# Grecs du Caucase
 (mai 2024).
La mise en forme du texte ne suit pas les recommandations de Wikipédia : il faut le « wikifier ».
Les points d'amélioration suivants sont les cas les plus fréquents. Le détail des points à revoir est peut-être précisé sur la page de discussion.
- Les titres sont pré-formatés par le logiciel. Ils ne sont ni en capitales, ni en gras.
- Le texte ne doit pas être écrit en capitales (les noms de famille non plus), ni en gras, ni en italique, ni en « petit »…
- Le gras n'est utilisé que pour surligner le titre de l'article dans l'introduction, une seule fois.
- L'italique est rarement utilisé : mots en langue étrangère, titres d'œuvres, noms de bateaux, etc.
- Les citations ne sont pas en italique mais en corps de texte normal. Elles sont entourées par des guillemets français : « et ».
- Les listes à puces sont à éviter, des paragraphes rédigés étant largement préférés. Les tableaux sont à réserver à la présentation de données structurées (résultats, etc.).
- Les appels de note de bas de page (petits chiffres en exposant, introduits par l'outil «  Source ») sont à placer entre la fin de phrase et le point final[comme ça].
- Les liens internes (vers d'autres articles de Wikipédia) sont à choisir avec parcimonie. Créez des liens vers des articles approfondissant le sujet. Les termes génériques sans rapport avec le sujet sont à éviter, ainsi que les répétitions de liens vers un même terme.
- Les liens externes sont à placer uniquement dans une section « Liens externes », à la fin de l'article. Ces liens sont à choisir avec parcimonie suivant les règles définies. Si un lien sert de source à l'article, son insertion dans le texte est à faire par les notes de bas de page.
- La présentation des références doit suivre les conventions bibliographiques. Il est recommandé d'utiliser les modèles {{Ouvrage}}, {{Chapitre}}, {{Article}}, {{Lien web}} et/ou {{Bibliographie}}. Le mode d'édition visuel peut mettre en forme automatiquement les références.
- Insérer une infobox (cadre d'informations à droite) n'est pas obligatoire pour parachever la mise en page.

Pour une aide détaillée, merci de consulter Aide:Wikification.
Si vous pensez que ces points ont été résolus, vous pouvez retirer ce bandeau et améliorer la mise en forme d'un autre article.
 (juin 2024).
Le contenu est difficilement compréhensible vu les erreurs de traduction, qui sont peut-être dues à l'utilisation d'un logiciel de traduction automatique.

Carte russe du Caucase et du nord-est de l'Anatolie en 1903.

Les Grecs du Caucase (grec moderne : Έλληνες του Καυκάσου ou plus couramment Καυκάσιοι Έλληνες, turc : Kafkas Rum), également connus sous le nom de Grecs de Transcaucasie et d'Asie mineure russe, sont les Grecs ethniques du Nord-Caucase et de la Transcaucasie situés dans ce qui est aujourd'hui le sud-ouest de la Russie, la Géorgie et le nord-est de la Turquie. Cela inclut spécifiquement les Grecs pontiques, bien qu'ils s'étendent aujourd'hui sur une région bien plus large incluant le nord du Caucase russe et les anciennes provinces russes du Caucase de l'Oblast de Batoum et de l'Oblast de Kars (l'« Asie mineure russe »), aujourd'hui dans le nord-est de la Turquie et l'Adjarie en Géorgie.
Les Grecs ont migré dans ces régions dès l'Antiquité. Des commerçants, des érudits et clercs chrétiens orthodoxes, des réfugiés, des mercenaires, ainsi que ceux ayant soutenu le mauvais camp durant les nombreuses guerres civiles et périodes de luttes politiques dans les périodes classique/hellénistique et romano-byzantine, étaient particulièrement représentés parmi les migrants. Un exemple notable est l'évêque grec du VIIe siècle Cyrus d'Alexandrie, originaire de Phasis près de l'actuelle Poti en Géorgie. Les colons grecs du Caucase ont généralement été assimilés à la population autochtone, en particulier en Géorgie, où les Byzantins partageaient une foi orthodoxe chrétienne et un patrimoine commun avec les Géorgiens.

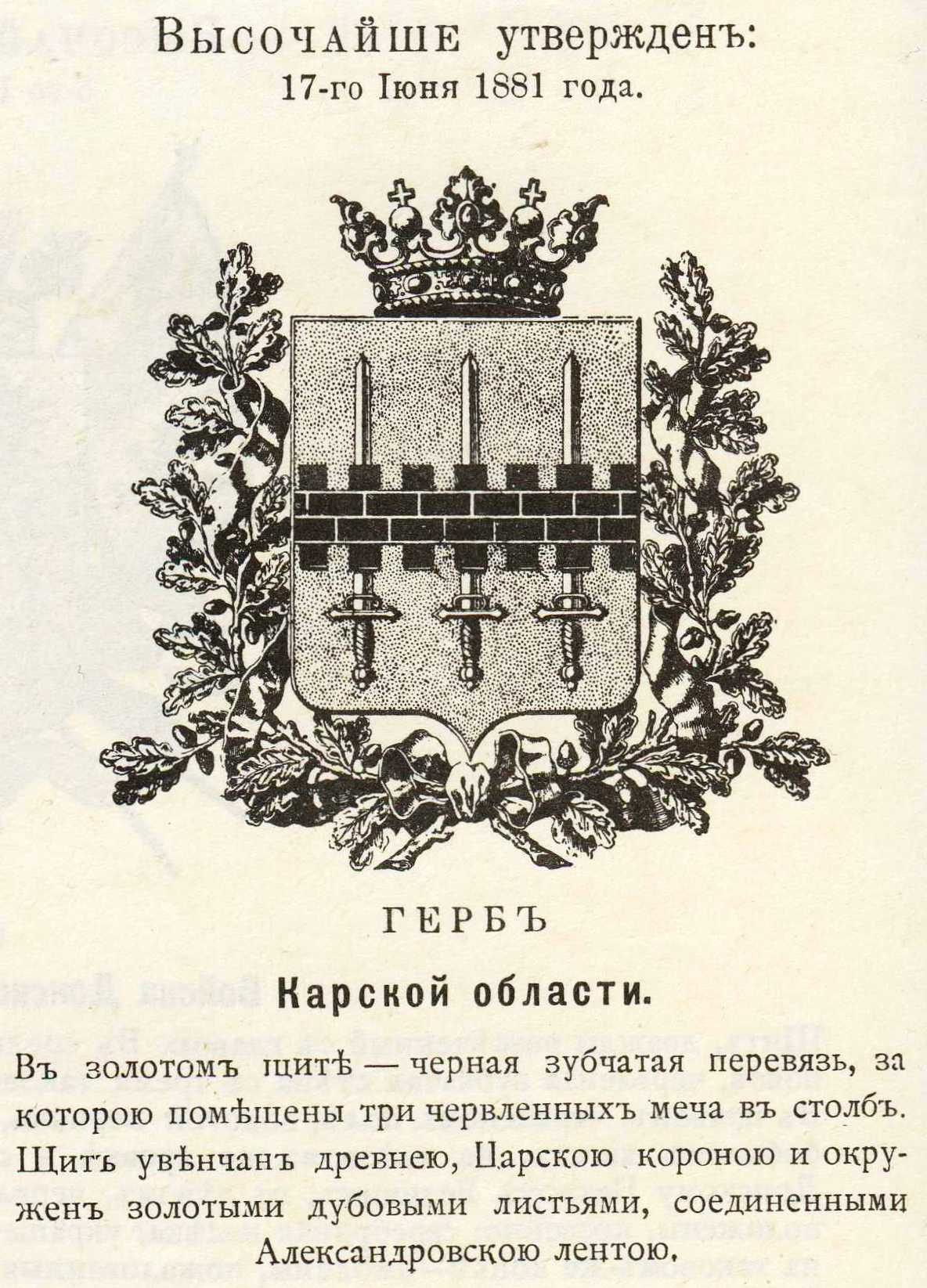
Armoiries officielles de l'Empire russe de l'Oblast de Kars (1881-1899).

La grande majorité de ces communautés grecques date de la fin de l'ère ottomane et sont généralement définies dans les cercles académiques grecs modernes comme des « Grecs pontiques orientaux » (en grec moderne - ανατολικοί Πόντιοι, en turc moderne 'doğu Pontos Rum'), ainsi que comme des « Grecs du Caucase ». En dehors du discours académique, ils sont parfois désignés, de manière quelque peu péjorative et inexacte, comme des « Grecs russo-pontiques » (en grec moderne - Ρωσο-Πόντιοι). Néanmoins, en termes généraux, les Grecs du Caucase peuvent être décrits comme des Grecs pontiques russifiés et favorables à l'Eempire russe sur le plan politique et culturel, et comme des « Grecs des montagnes » en termes de mode de vie. Où qu’ils s’installent, que ce soit dans leurs terres natales d'origine dans les Alpes pontiques ou l'Anatolie orientale, en Géorgie ou dans le Petit Caucase, ils préféraient et avaient l'habitude de vivre dans des zones montagneuses et particulièrement sur des plateaux élevés. De manière générale, le lien des Grecs du Caucase avec le Caucase du Sud est une conséquence directe de l’utilisation des hauts plateaux de cette région comme refuge naturel et point de ralliement par les Grecs pontiques lorsque le nord-est de l'Anatolie était dominé par les Turcs musulmans aux périodes seldjoukide et ottomane.

## Histoire ancienne et médiévale

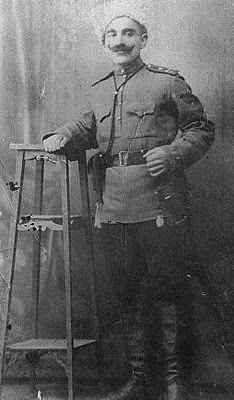
Officier grec du Caucase originaire de Mouzarat (aujourd'hui Çakırüzüm köyü), district d'Ardahan, ancienne province russe de l'Oblast de Kars.

Bien qu'un grand nombre de Grecs vivent dans des régions comme l'Ukraine et le sud de la Russie, notamment Marioupol et le kraï de Stavropol, le terme « Grecs du Caucase » désigne strictement les Grecs installés dans les anciennes provinces russes de Transcaucasie, comme l'Oblast de Batoum et l'Oblast de Kars, certaines régions de Géorgie, notamment autour de Tsalka, en Abkhazie centrale et dans d'autres localités de la Riviera russe de la mer Noire.
Après la conquête ottomane de l'Empire de Trébizonde en 1461, de nombreux Grecs pontiques quittèrent la région des Alpes pontiques en tant que réfugiés et se réinstallèrent dans des parties du Caucase du Sud, en particulier en Géorgie. Même le fils du roi David de Trébizonde, Georges, s'y était réfugié avec sa suite et avait épousé une princesse géorgienne de la dynastie des Gourieli. Cependant, le nombre de ces premiers réfugiés grecs pontiques en Géorgie était probablement assez limité. Ainsi, bien que certains aient réussi à préserver leur langue et leur identité pontiques, d'autres se sont assimilés par mariage avec d'autres communautés chrétiennes de la région du Caucase du Sud, notamment leurs coreligionnaires orthodoxes Géorgiens, mais également des Arméniens ou Ossètes orthodoxes.

## Période moderne
Pour compliquer encore les choses, de nombreux « Turcs ottomans » qui se sont installés en Géorgie et dans le Caucase du Sud à la suite de la campagne caucasienne de Lala Mustafa Pacha dans les années 1570 étaient en réalité des Grecs pontiques du nord-est de l’Anatolie. Ces derniers avaient adopté l’islam et la langue turque pour des raisons officielles, mais continuaient d'utiliser le grec pontique dans leur vie quotidienne, un exemple notable étant Rechid Mehmed Pacha. Ces Grecs musulmans adhérant à l'islam en Géorgie ont ensuite soit fini par s'assimiler à la population musulmane turcophone du sud de la Géorgie, souvent définie comme des Turcs meskhètes, soit sont retournés dans certaines régions de l’est de l’Anatolie, comme Kars, après l’annexion russe de la Géorgie en 1801. D'autres ont renoué avec leur orthodoxie grecque après cette annexion et ont réintégré la population grecque orthodoxe du pays.
Enfin, des preuves historiques disponibles indiquent que des milliers de Grecs pontiques originaires du nord-est de l'Anatolie ottomane, et en particulier de la région de Gümüşhane (Argyroupolis en grec) dans les Alpes pontiques, se sont rendus à Tsalka en 1763 sur invitation du roi Héraclius II de Géorgie pour développer l'extraction de l'argent et du plomb à Akhtala et Alaverdi (dans l’actuelle Arménie). Beaucoup de leurs descendants vivent dans le district de Marneuli en Géorgie, bien que la majorité ait émigré en Grèce, notamment à Thessalonique (Salonique) en Macédoine grecque au milieu des années 1990.
Il est difficile de vérifier les chiffres exacts de toutes ces vagues migratoires de Grecs pontiques depuis les Alpes pontiques vers la Géorgie et le Caucase du Sud entre environ 1520 et 1800. Selon Anthony Bryer, cette période est la plus obscure de l’histoire du Pont et des Grecs pontiques, en raison du manque de sources contemporaines grecques et ottomanes à ce sujet. Les historiens modernes estiment que, après la conquête ottomane de 1461, de nombreux Grecs pontiques se sont réfugiés dans les montagnes, où il était plus facile de préserver leur culture et leur liberté face aux autorités ottomanes. Ce mouvement s'est intensifié au début des années 1600 avec la montée en puissance des derebeys (« seigneurs des vallées ») dans les districts des vallées côtières, ce qui a encouragé les Grecs pontiques à se retirer davantage dans les montagnes et sur le plateau oriental anatolien, avant que certains ne migrent plus à l'est vers le Petit Caucase voisin, autour de Kars et du sud de la Géorgie.
Les historiens modernes suggèrent également qu’un important mouvement migratoire de Grecs pontiques vers le plateau anatolien oriental et le Petit Caucase a eu lieu sous le règne du sultan Mehmed IV (1648–87). Pendant cette période, un schéma récurrent de l’histoire ottomane a été initié : les Ottomans et leurs alliés, les Tatars de Crimée, ont subi une série de défaites sévères face à l’Empire russe expansionniste. Cela a été suivi d’une vague de répression contre les Grecs des Balkans du sud et des Alpes pontiques, sous prétexte que des hommes d'État et des commerçants grecs auraient collaboré avec le tsar. En conséquence, de nombreux Grecs pontiques se sont sentis contraints de suivre leurs cousins partis en tant que réfugiés lors des générations précédentes, et ont donc migré eux aussi vers le sud de la Russie ou la Géorgie et le Caucase du Sud voisins.
Cependant, selon les preuves historiques disponibles, le plus grand nombre de Grecs pontiques originaires du nord-est de l’Anatolie s’étant installés en Géorgie correspond à ceux ayant fui les représailles ottomanes après la guerre russo-turque de 1768-1774, la guerre d’indépendance grecque, la guerre russo-turque de 1828-1829, et la guerre de 1853-1856. Contrairement aux migrations antérieures, ces mouvements sont largement attestés dans des documents historiques et fréquemment évoqués par les Grecs pontiques eux-mêmes.
Durant la guerre de 1828-1829, de nombreux Grecs du nord-est de l’Anatolie accueillirent, collaborèrent avec, ou combattirent aux côtés de l’armée russe qui occupa Erzurum, Gümüşhane, Erzinjan et Kars (tous situés dans l’actuelle Turquie du nord-est),. La majorité de leurs descendants s’établirent en Géorgie (dans des régions comme Tsalka et Samtskhe-Djavakheti), dans le Caucase du Sud sous contrôle russe, et dans d'autres parties du sud de la Russie. Un nombre plus réduit de ces Grecs pontiques s'était bien sûr installé en Géorgie et dans le Caucase russe avant les guerres russo-turques, notamment les membres de familles nobles du Empire de Trébizonde pré-ottoman.
Ces familles comprenaient plusieurs membres de la dynastie byzantine des Comnènes ou de branches collatérales, souvent mariés dans des familles princières de Géorgie voisine, y compris celles des Bagratides et particulièrement des Gourieli et Andronikachvili. Parmi ceux qui restèrent dans les Alpes pontiques et le nord-est de l’Anatolie, certains menèrent des révoltes locales contre les Ottomans, tandis que beaucoup d’autres se marièrent dans l’élite dirigeante ottomane, se convertissant ainsi à l’islam et rejoignant le millet turc.
Plusieurs sources ottomanes rapportent toutefois que même parmi les Grecs pontiques issus de familles nobles locales – comme les Gavras, Doukas et les Comnènes – ayant « embrassé l’islam », beaucoup restèrent secrètement chrétiens (souvent appelés Stavriotes dans le nord-est de l’Anatolie), puis renoncèrent publiquement à l’islam et prirent les armes contre les troupes ottomanes basées autour de Gümüşhane et Erzinjan pendant les guerres russo-turques, avant de suivre l'armée russe en Géorgie et dans le sud de la Russie.
Certaines de ces figures communautaires grecques pontiques, revendiquant des lignées nobles remontant à l’Empire de Trébizonde, devinrent par la suite officiers dans l’armée impériale russe, comme de nombreux princes arméniens et géorgiens, tels qu’Ivane Andronikachvili, l'avaient fait auparavant. Ces officiers grecs du Caucase, qu’ils soient d'origine byzantine noble ou pontique plus modeste, jouèrent un rôle significatif dans la conquête russe de Kars et Ardahan en 1877, où beaucoup s’installèrent avec leurs familles et d'autres Grecs déplacés du nord-est de l'Anatolie et de Géorgie (ces derniers étant eux-mêmes descendants de réfugiés grecs pré-1877).

## Langue
Un grand nombre de Grecs du Caucase qui se sont installés en Géorgie sont devenus appelés Urum (du turc signifiant « Romains [byzantins] ») et parlaient un dialecte turc avec un large mélange de vocabulaire grec pontique, géorgien et arménien.  Selon la légende grecque locale, après la répression de leur révolte contre la domination ottomane, ces Grecs du Caucase orthodoxes turcophones mais chrétiens avaient eu le choix du sultan Selim I soit d'accepter l'islam mais de continuer à utiliser leur langue maternelle grecque, ou d'utiliser la langue turque tout en conservant leur foi chrétienne orthodoxe.  Selim Ier était basé dans la région de Trébizonde avant de devenir sultan en 1512, puisqu'il était lui-même d' origine grecque en partie pontique du côté de sa mère Gülbahar Hatun .
Néanmoins, la plupart des Grecs du Caucase n’ont jamais eu à choisir entre leur foi chrétienne orthodoxe et leur langue grecque pontique et ont donc pu conserver les deux, même si, une fois sur le territoire russe, ils ont fini par adopter le russe comme deuxième langue pour leurs langues. à des fins publiques et éducatives.  Les Grecs du Caucase maintenaient aussi souvent une certaine maîtrise du turc comme plus ou moins une troisième langue, grâce à leurs propres racines dans le nord-est de l'Anatolie, où ils avaient après tout vécu (généralement très mal à l'aise et dans un état de guerre intermittente) aux côtés de Musulmans turcophones depuis les migrations turques soutenues par les Seldjoukides vers les « terres de Rum » ou d'Anatolie aux XIe et XIIe siècles.  Les Grecs pontiques de Géorgie et du Caucase russe ont également maintenu cette maîtrise du turc afin de communiquer avec leurs voisins musulmans vivant dans la région, dont la plupart utilisaient le turc comme lingua franca ou l'adoptaient même comme langue maternelle, indépendamment de leur origine réelle. origine ethnique.  Cette situation contraste fortement avec celle des musulmans grecs de la Macédoine grecque occidentale appelés Vallahades et des musulmans crétois , qui tous deux sont restés généralement ignorants du turc, ont continué à utiliser le grec comme langue maternelle et ont conservé la culture et les traditions grecques. longtemps après s'être converti à l'islam au milieu de la période ottomane. Bien sûr, alors que de nombreux Grecs pontiques et Grecs du Caucase avaient également adopté l'Islam dès les années 1500 ou avant, ces « nouveaux Turcs » ont généralement soit adopté le turc puis assimilé à la population ottomane musulmane turcophone, soit sont restés crypto-chrétiens et ensuite Ils sont ouvertement revenus à leur orthodoxie chrétienne à l'occasion de l'occupation russe du nord-est de l'Anatolie en 1828 ou après l'adoption de l' édit de réforme ottomane de 1856 .
ll convient donc de souligner que la grande majorité de ces Grecs pontiques orientaux qui s'étaient installés dans le sud de la Russie, en Géorgie et dans la région transcaucasienne mais avaient conservé leur identité grecque distincte étaient principalement les descendants des Grecs qui ont quitté les Alpes pontiques et la région des hautes terres du nord-est de l'Anatolie après les guerres russo-turques de 1768-1774 et 1828-1829.  Contrairement à certains mythes populaires, ces colons grecs pontiques n'avaient donc absolument rien à voir avec les Grecs qui s'étaient installés dans la région du Caucase du Sud à l'époque hellénistique ou grecque classique, bien qu'ils aient généralement fusionné avec ces communautés grecques pontiques un peu plus petites. qui s'était installé en Géorgie, en Arménie et dans le Caucase du Sud en général à la fin de la période byzantine et au début de la période ottomane.  La principale raison pour laquelle les Grecs du Caucase préféraient s'identifier exclusivement avec les vagues ultérieures, en particulier au XIXe siècle, de réfugiés grecs pontiques dans le Caucase du Sud plutôt qu'avec leurs ancêtres déjà installés dans la région à la fin de la période byzantine ou au début de la période ottomane. probablement parce que cela a aidé à présenter leur histoire comme étant liée pendant une période plus longue aux territoires gouvernés par l' empire de Trébizonde , c'est-à-dire le Pont proprement dit, et a également contribué à minimiser les preuves historiquement gênantes des deux influences non grecques substantielles sur leur culture. et de nombreux mariages mixtes avec les races indigènes non helléniques de la région du Caucase du Sud.
Selon des estimations prudentes, ces Grecs pontiques orientaux qui ont collaboré et/ou suivi l'armée russe en Géorgie et dans le sud de la Russie après l'occupation russe d' Erzurum et de Gümüşhane en 1828 représentaient environ 20 % de l'ensemble de la population grecque de la côte orientale de la mer Noire et les Alpes pontiques qui formaient son arrière-pays montagneux.  Ils ont ensuite été réinstallés par le gouvernement impérial russe en Ukraine et dans d'autres régions du sud de la Russie, mais aussi surtout en Géorgie et (après 1878) dans l'oblast de Kars.  Comme les Grecs pontiques qui ont combattu pour la Russie lors de la guerre russo-turque de 1768-1774, la plupart des hommes grecs qui se sont installés sur le territoire russe après la guerre de 1828-29 ont continué à servir dans l'armée impériale russe, portant souvent les espoirs de leur propre communauté. pour reprendre davantage de territoires grecs chrétiens aux Turcs musulmans sur le dos de l’Empire russe. Comme les Géorgiens, les Arméniens et d’autres peuples du Caucase du Sud, de nombreux hommes grecs du Caucase ont combattu et ont perdu la vie en servant dans l’armée russe, non seulement dans les guerres contre les Ottomans, mais aussi dans d’autres campagnes, comme la guerre du Caucase de 1817-1864. , dans lequel la Russie cherchait à imposer sa domination sur les tribus musulmanes des montagnes du Caucase du Nord .

## Rôle dans les conquêtes russes du Caucase
La guerre russo-turque de 1877-1878 et les traités de San Stefano et de Berlin qui y ont mis fin ont permis à l'Empire russe de réaliser des gains permanents aux dépens de l'Empire ottoman dans le nord-est de l'Anatolie.  Celles-ci étaient centrées autour de la ville fortifiée de Kars dans le nord de l'Arménie historique, que la Russie administrait désormais sous le nom d' oblast de Kars , c'est-à-dire la province militairement administrée de Kars, qui comprenait également les villes et districts d' Ardahan et de Sarikamish . Comme lors de la guerre de 1828-1829, de nombreux Grecs du nord-est de l'Anatolie et du Pont ont combattu ou collaboré avec l'armée impériale russe lors de la guerre de 1877-1878 contre les Ottomans, servant souvent comme soldats et officiers dans une armée qui comprenait un grand nombre de soldats. Les Géorgiens, les Arméniens, les Ossètes et les Cosaques, ainsi que les Russes proprement dits, les Géorgiens et les Arméniens étant notamment représentés parmi les hauts gradés.  Bien que la province ottomane ou « vilayet » de Kars comptait déjà plusieurs villages grecs remontant à 1830 ou parfois même avant, la plupart de ces Grecs pro-russes ultérieurs du nord-est de l'Anatolie ottomane se sont installés dans la province de Kars après son incorporation dans la province de Kars. l'empire russe en 1878.
C'est précisément parce que la plupart des colons grecs de l'oblast de Kars étaient entrés dans la région avec les Russes depuis la Géorgie, que leurs contemporains - et plus tard les universitaires - en sont venus à les définir comme des Grecs du Caucase ou des Grecs pontiques russifiés , contrairement à ces Grecs. qui n'avait jamais quitté l'Anatolie du Nord-Est, sous domination ottomane. Cependant, même dans la Géorgie occupée par la Russie, ces Grecs vivaient généralement dans les régions méridionales du pays qui - comme la région de Kars-Ardahan - faisaient partie du plateau montagneux du Petit Caucase, plutôt que parmi les vallées profondes et les sommets déchiquetés des montagnes. Chaîne du Haut Caucase dans le nord de la Géorgie. En termes de population, les régions de Géorgie et de la province de Kars habitées par les Grecs du Caucase avaient tendance à être celles qui abritaient également de fortes concentrations de population arménienne - un produit bien connu de ce mélange gréco-arménien étant le célèbre mystique et théosophe George Gurdjieff. . Un autre Grec du Caucase bien connu, bien que plus récent, ayant des racines dans ces régions mais né à Tbilissi était Yanis Kanidis , un professeur d'éducation physique russe et héros de la crise des otages à l'école de Beslan en Ossétie du Nord . Ces mêmes régions, aujourd'hui en Géorgie, abritaient également diverses poches de musulmans d'origine ethnique turque et non turque (convertis), bien que ces derniers soient généralement devenus turcs dans leur langue et leur culture.
Les Grecs du Caucase de l'oblast de Kars étaient principalement concentrés dans environ 77 villes et villages dans le cadre de la politique officielle du gouvernement russe envers les peuples traditionnellement turcs , kurdes , géorgiens -musulmans (ici souvent appelés Chveneburi ) et Laz -musulmans ou chrétiens mais généralement non orthodoxes. Zone arménienne avec une communauté chrétienne orthodoxe résolument pro-russe.  En général, ils étaient installés sur des plateaux herbeux d'altitude, tels que le plateau de Gole/Kiolias de l'actuelle province d'Ardahan, car ceux-ci ressemblaient à leurs terres d'origine dans les Alpes pontiques et à celles sur lesquelles ils s'étaient installés plus tard en Géorgie. Dans des villes comme Kars, Ardahan et Sarikamish, les Grecs de souche ne constituaient qu'une petite minorité (10 à 15 %) des habitants, dont la plupart étaient des Arméniens chrétiens, des musulmans kurdes ou, dans une moindre mesure, des Géorgiens orthodoxes, tandis que même une grande partie de la population majoritairement ethnique Les villages grecs comprenaient encore un petit nombre d'Arméniens (y compris des Arméniens grecs orthodoxes), de Géorgiens et même de Kurdes, employés par les Grecs pour s'occuper des moutons, du bétail et des chevaux.  Les Grecs du Caucase de l'oblast de Kars étaient généralement raisonnablement bien éduqués, chaque village ayant sa propre école, même si la plupart étaient impliqués dans l'agriculture, l'élevage de chevaux ou l'exploitation minière pour gagner leur vie. Un nombre plus restreint mais tout de même significatif travaillait en dehors des secteurs agricole et minier. En particulier, beaucoup ont poursuivi une carrière comme soldats et officiers réguliers dans l’armée impériale russe, dans la police régionale, comme ecclésiastiques ou même au sein de l’administration provinciale russe. Contrairement aux Grecs pontiques des villes côtières de la mer Noire comme Trébizonde, très peu de Grecs du Caucase étaient impliqués dans le commerce.
Les Grecs du Caucase étaient souvent multilingues, capables de parler, lire et écrire le grec et le russe et de parler le turc d'Anatolie orientale, et parfois aussi le géorgien et l'arménien de base.  Bien que leur langue maternelle soit le grec, seuls les plus instruits - tels que les érudits, les avocats, les membres du clergé orthodoxe formés dans les universités russes et d'autres dirigeants communautaires revendiquant une lignée noble ou royale remontant à l' empire de Trébizonde - avait plus qu'une connaissance de niveau intermédiaire du grec démotique formel et du Katharevousa plus classicisant de la fin de la période byzantine.  La majorité était limitée à leur propre variante du grec pontique, qui contenait un mélange un peu plus important de vocabulaire turc, géorgien, russe et arménien que la forme familière du grec utilisée dans le Pont proprement dit.  Cependant, les Grecs du Caucase ont dû parler couramment le russe, en raison des politiques de scolarisation et d'éducation mises en œuvre par le gouvernement impérial russe, même si chez eux et entre eux, ils ont continué à privilégier le grec.  Mais les Grecs du Caucase étaient encore souvent confondus ou confondus avec les Russes de l'oblast de Kars en raison de leur utilisation du russe et de leur culte aux côtés des Russes dans les mêmes églises orthodoxes ainsi que de leur vision de l'empire généralement russifiée et pro-russe. En fait, une façon très populaire mais stéréotypée par laquelle les « Turcs » locaux pourraient différencier les Grecs du Caucase des autres Grecs pontiques était de déclarer que les premiers étaient « des Grecs qui avaient pris le Borshch [soupe] des Russes » ! 
Les Grecs du Caucase entretenaient des liens sociaux étroits avec les colons russes orthodoxes grecs de l'oblast de Kars en adorant les uns les autres et en épousant des partenaires d'origine russe du Caucase. Ces liens étaient plus étroits que ceux avec les Arméniens non orthodoxes ou les Géorgiens orthodoxes, principalement parce que la plupart des premiers n'étaient pas en communion avec le Patriarcat œcuménique de Constantinople tandis que nombre de ces derniers étaient de plus en plus attirés par le nationalisme géorgien. Cependant, les contacts et les mariages mixtes entre les Grecs du Caucase et les Arméniens membres de l'Église grecque orthodoxe étaient assez courants et, dans une moindre mesure, existaient également entre les Grecs du Caucase et d'autres communautés grecques orthodoxes du Caucase du Sud, comme les Géorgiens ou les Ossètes .  Étant donné que de nombreux musulmans turcs, kurdes et autochtones parlant le laz de la région de Kars avaient fui vers l'ouest vers le territoire ottoman pendant et après la guerre de 1877-78, de nombreuses autres communautés chrétiennes non orthodoxes y furent également réinstallées par les Russes. administration.  Il s'agissait notamment des minorités religieuses russes considérées comme « hérétiques » par l'Église orthodoxe russe, telles que les Dukhobors et les Molokans , qui, en tant que pacifistes, n'effectuaient pas le service militaire russe et, contrairement aux Grecs du Caucase, les Géorgiens et les Arméniens ne jouaient pas un rôle significatif. dans les guerres contre les Ottomans. Un nombre encore plus petit d' Allemands du Caucase , d'Estoniens , de Polonais et de Lituaniens se sont installés dans l'oblast de Kars, bien qu'aucune de ces communautés n'ait de liens historiques ou culturels significatifs avec la Transcaucase et l'Anatolie orientale , contrairement aux liens de longue date que les Grecs pontiques entretenaient. toujours eu avec la région.

## Les grecs du Caucase après la Première Guerre mondiale
Pendant la Première Guerre mondiale, les hommes grecs du Caucase les plus valides combattirent à nouveau pour la Russie contre l'Empire ottoman, servant généralement dans l' armée russe du Caucase , dirigée par une coterie d'officiers supérieurs russes, géorgiens et arméniens. Dans les dernières étapes de la guerre, une division grecque du Caucase a même été créée en réunissant des Grecs du Caucase de différents régiments de l'armée russe dans le Caucase du Sud, et dont le but principal était d'aider à défendre les villages de souche grecque dans les régions de Kars, Erzerum et Régions d'Erzincan.
La plupart des Grecs du Caucase ont quitté l'oblast de Kars après la cession de la région à l'Empire ottoman en 1917, mais avant l'échange officiel de population entre la Grèce et la Turquie en 1922-23.  Ils se sont principalement installés dans des villages de Macédoine grecque auparavant habités par des musulmans ottomans, et là encore préféraient généralement ceux situés sur des plateaux herbeux ou des districts montagneux, car ceux-ci ressemblaient le plus à leur ancienne maison dans le Caucase du Sud. Cependant, comme beaucoup d'autres Grecs du Pont et du nord-est de l'Anatolie, un nombre important de Grecs du Caucase qui voulaient à tout prix rester sur ce qui était maintenant le territoire turc ont choisi de se convertir à l'islam et d'adopter la langue turque à des fins publiques afin d'être exemptés. de l'échange de population.  Selon les termes du protocole d'échange de population (qui était essentiellement un appendice du Traité de Lausanne ), les catégories « Grec » et « Turc » étaient définies par l'appartenance religieuse plutôt que par l'origine ethnique, ce qui a entraîné la présence d'un grand nombre de musulmans grecs de La Macédoine et la Crète étant classées comme « turques d'âme » et donc réinstallées dans la mer Égée turque et dans certaines parties de l'Anatolie.  Les Grecs du Caucase restés dans le nord-est de l'Anatolie, comme les nombreux autres Grecs pontiques qui s'étaient également convertis à l'islam et avaient adopté la langue turque, furent ensuite assimilés à la population turco-musulmane plus large des provinces de Trabzon, Sivas. , Erzurum, Erzinjan, Kars et Ardahan.  Cependant, après 1917, de nombreux Grecs du Caucase de l'oblast de Kars, et en particulier ceux qui avaient des liens familiaux russes étroits grâce à des mariages mixtes, se sont également réinstallés dans des régions du sud de la Russie qui abritaient déjà des communautés préexistantes de Grecs pontiques descendants de vagues précédentes de réfugiés. du nord-est de l'Anatolie. Ces Grecs étaient principalement basés dans le kraï de Stavropol , dans les contreforts du Caucase du Nord , où ils constituent encore une partie importante de la population (souvent jusqu'à 10 %) dans les zones urbaines et rurales. Ils se sont pleinement assimilés à la vie et à la société russes modernes, bien qu'après la dissolution de l'Union soviétique, ils aient considérablement accru leurs liens avec la Grèce - et en particulier avec le nord de la Grèce - par le travail, le commerce ou les études.

## Personnalités
- Ioánnis Savvídis , homme d'affaires russe
- Filáretos Kaltsídis , homme d'affaires russe
- Théodore Kotanov , héros de l'Union soviétique pendant la Seconde Guerre mondiale
- Theohar Kesidi , professeur d'histoire
- Mikhaïl Afanassov , homme politique russe
- Vladimir Kaishev , homme d'affaires russe
- Giánnis Kanídis , professeur d'éducation physique russe
- Geórgios Georgiádis , mystique grec, philosophe, professeur spirituel et compositeur
- Fiodor Yurcikhin , cosmonaute russe
- Saint Georges Karslidis de Drama , ancien grec
- Kakhi Kakhiashvili , haltérophile géorgien-grec
- Ómiros Iosifídis , footballeur professionnel.
- Pamfylía Tanaïlídi , actrice azerbaïdjanaise
- Sergey Merkurov , sculpteur arménien-grec
- Vladímiros Triantáfyllo , commandant militaire et théoricien soviétique
- Chrysanthos Theodorídis , chanteur grec
- Eduard Sharmazanov , homme politique arméno-grec